# París-Tours 1989
La París-Tours 1989 fue la 83.ª edición de la clásica París-Tours. Se disputó el 8 de octubre de 1989 y el vencedor final fue el neerlandés Jelle Nijdam del equipo Superconfex-Yoko.
Era la undécima carrera de la Copa del Mundo de ciclismo de 1989

## Clasificación general
|    | Ciclista            | Equipo                 | Tiempo     |
| -- | ------------------- | ---------------------- | ---------- |
| 1  | Jelle Nijdam        | Superconfex-Yoko       | 7h 11' 42" |
| 2  | Eric Vanderaerden   | Panasonic-Isostar      | m. t.      |
| 3  | Johan Museeuw       | AD Renting             | m. t.      |
| 4  | Rolf Sørensen       | Ariostea               | m. t.      |
| 5  | Adriano Baffi       | Ariostea               | m. t.      |
| 6  | Sammie Moreels      | Lotto-Vitus            | m. t.      |
| 7  | Sean Kelly          | PDM-Acorde             | m. t.      |
| 8  | Marcel Wüst         | RMO-Mavic              | m. t.      |
| 9  | Guido Bontempi      | Carrera Jeans-Vagabond | m. t.      |
| 10 | Jean-Claude Colotti | RMO-Mavic              | m. t.      |